# Calliano (Piemont)
|  | No s'ha de confondre amb Calliano (Trento). |

Calliano (Calian en piemontès) és un municipi situat al territori de la província d'Asti, a la regió del Piemont (Itàlia).
Limita amb els municipis d'Alfiano Natta, Asti, Castagnole Monferrato, Castell'Alfero, Grana, Penango, Portacomaro, Scurzolengo i Tonco.
Pertanyen al municipi les frazioni de Montarsone, Perrona i San Desiderio.